# Híres kutyák listája
Az alábbi lista valamilyen okból híressé vált élő vagy kitalált kutyákat, valamint kutyákról szóló filmeket, regényeket, dalokat és egyéb műalkotásokat sorol fel.  Kiegészítésképpen olyan műalkotások és egyéb dolgok is felsorolásra kerülnek, amelyek nem közvetlenül, hanem csak címükben, illetve nevükben kapcsolódnak a kutyákhoz.

## Történelmi kutyák

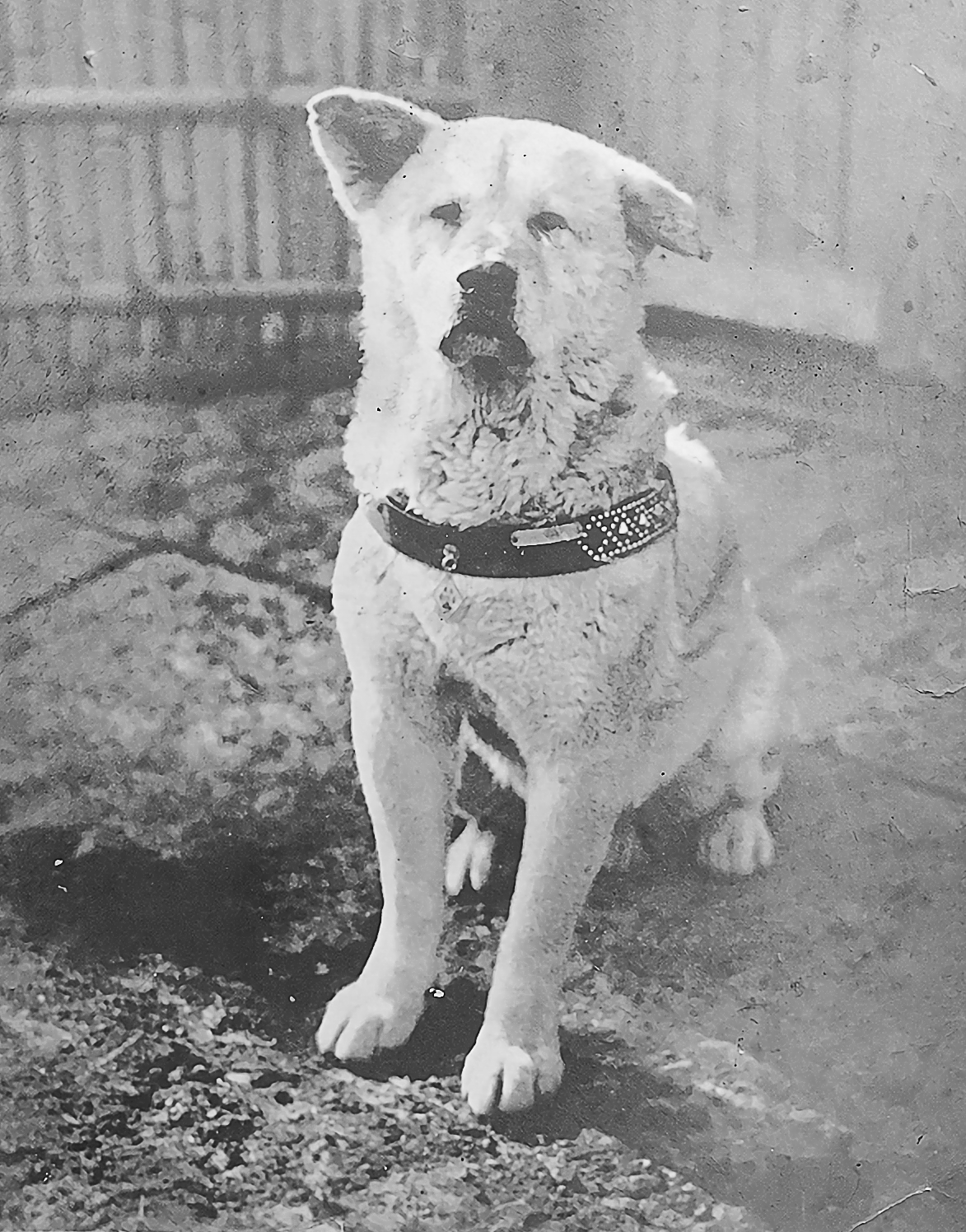
Hacsikó fényképen

- Molda, Dragoş fejedelem kutyája, állítólag Moldva innen kapta a nevét
- Roland, II. Rákóczi Ferenc kedvenc kutyája
- Rin tin tin, becenevén Rinty; német juhász. Németországban született, az I. világháborúban Franciaországban magához vette egy amerikai katona, majd Hollywoodban a filmtörténelem leghíresebb német juhászává vált.
- Hacsikó, Ueno Hideszaburó (1871–1925) japán agrárprofesszor akita kutyája, amely évekkel gazdája halála után is minden nap kiment elé a vasútállomásra (ahol ma szobor őrzi az emlékét)
- Nipper (1884–1895) keverékkutya Bristolból. Francis Barraudnak a kutyát fonográf hallgatása közben ábrázoló festménye több hanglemezkiadó logójának alapja lett. Leginkább a His Master’s Voice-hoz és jogutódaihoz kötődik.
- Pompei ismeretlen nevű, a katasztrófa idején a pórázán meghalt kutyája

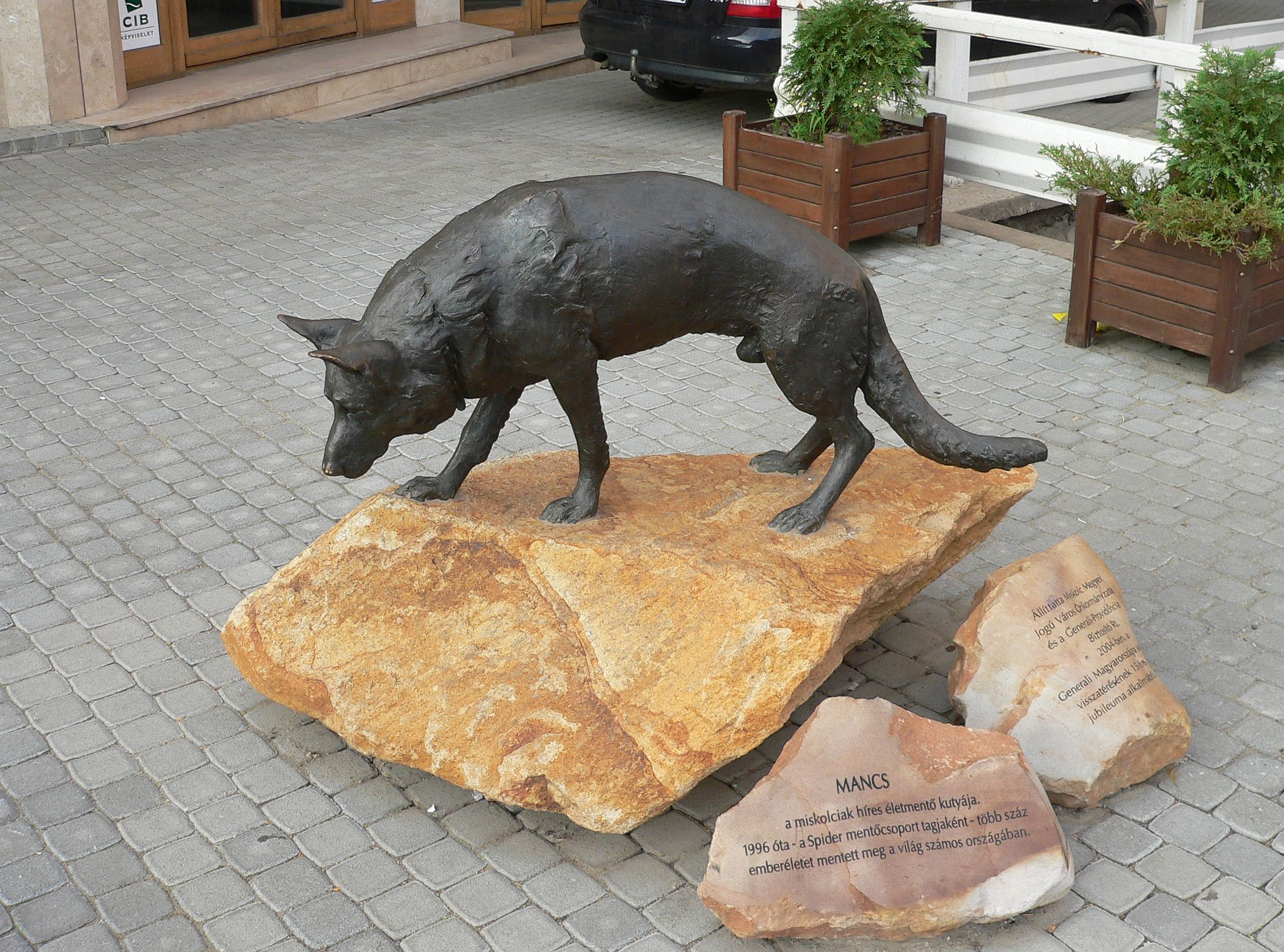
Mancs szobra a Szinva partján, Szanyi Borbála alkotása

## Mentőkutyák
- Mancs, a miskolci Spider Mentőcsoport kutyája
- Viking

## Bűnözés
- Kántor, magyar rendőrkutya, német juhász; életéről könyveket írtak (Szamos Rudolf) és filmsorozat is készült. A maga 279 felgöngyölített bűnesetével máig a magyar bűnüldözés legeredményesebb négylábú nyomozójának számít. Bevetés közben szerzett halálos sebet, kitömött testét a Bűnügyi Múzeumban őrzik.

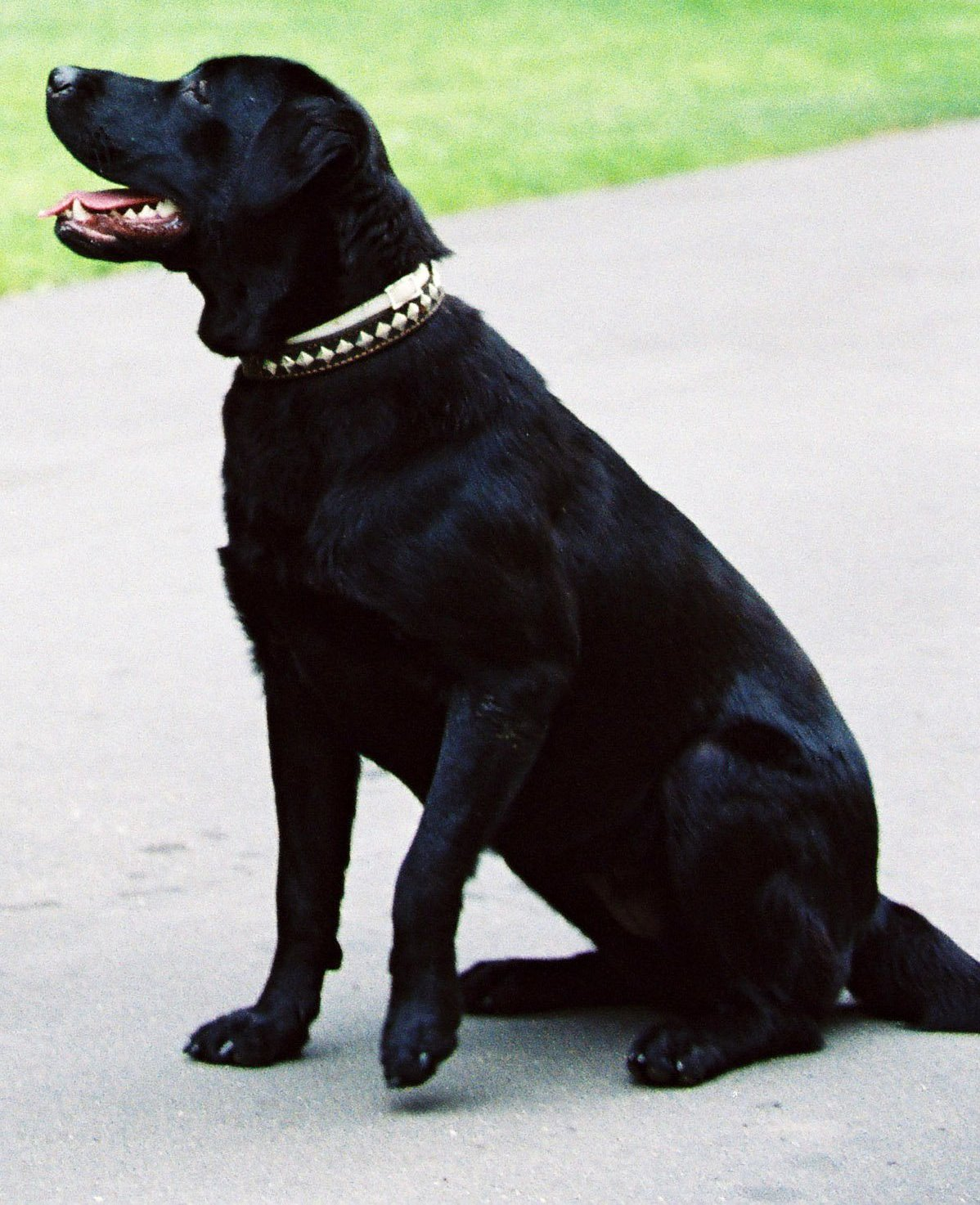
Koni

## Híres emberek kutyái
- II. Erzsébet brit királynő corgi kutyái
- Baltique, François Mitterrand kutyája
- Beast, Mark Zuckerberg Facebook alapító pulikutyája
- Blondi, Adolf Hitler német juhászkutyája
- Boss (hawaii nyelven Boki vagy Poki) I. Kamehameha hawaii király kutyája
- Koni, Vlagyimir Putyin kutyája
- Caesar, VII. Eduárd brit király kutyája
- Hattyú, Kosztolányi Dezső kutyája
- Pompe, XII. Károly svéd király kutyája
- Otto von Bismarck német dogjai
- Rufus, fekete uszkár, Sir Winston Churchill kutyája
- Totó, Gyurcsány Ferenc pulija
- Jackson (1974–1992), Olivia Newton-John ír szetter kutyája, akiről dalt is énekelt (Slow Down Jackson).

### Amerikai elnökök kutyái
- Bo, Barack Obama kutyája, egy portugál vízikutya
- Barney, George W. Bush skót terrierje
- Lucky, Victory, Scotch, Soda, Rex, Ronald Reagan kutyái
- Buddy, Bill Clinton labrador retriever kutyája
- Pushinka, John Fitzgerald Kennedy keverék kutyája
- Rob Roy, Calvin Coolidge skótjuhász kutyája

## Mitológia

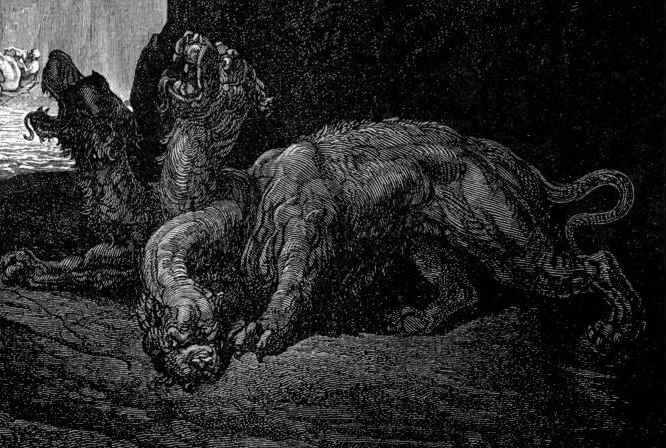
Kerberosz

- Aktiaión kopói, Ovidius Átváltozások című alkotásának szereplői
- Anubisz egyiptomi kutya- vagy sakálfejű istenség
- Argosz, Odüsszeusz kutyája, a görög mitológia alakja
- Lailapsz, különleges tulajdonsággal rendelkező vadászeb, amely minden zsákmányát utolérte és elejtette.
- Kerberosz, három fejű és kígyófarkú molosszus, mely a görög mitológiában az alvilág kapuját őrzi
- Solotl, azték kutyafejű isten, a görög mitológia alakja a halottat kíséri az emberek nyughelyére

### Ezotéria
- Kutya, kínai állatjegy

## Kutyákról szóló, vagy fontos kutyakaraktereket szerepeltető filmek

### Mozifilmek, tévéfilmek, tévésorozatok
A kutyákra csak címükben utaló, de cselekményükben kutyákhoz ténylegesen nem kapcsolódó filmek nem szerepelnek a listában (pl. Andalúziai kutya).

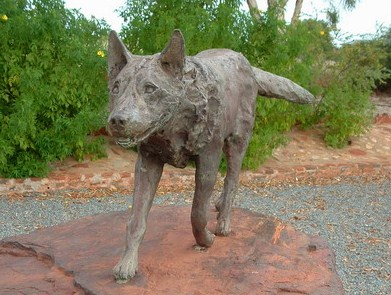
A gazdáját évekig kereső legendás Hrabec szobra Dampierben

- Hrabec, a valóban élt legendás ausztrál kutya élettörténete
- Napoleon – kis kutya nagy pácban - egy elkóborolt kiskutya kalandjai Ausztráliában
- Kutyaszálló - két árva gyerek egy elhagyott szállodából kutyaparadicsomot csinál a város összes kóbor kutyája számára
- Kutyabajnok - egy miami fogorvos megörököl egy szánhúzó-kutya csapatot Alaszkában
- Marley meg én - falánk és engedetlen, a világ legrosszabb kutyája, vagy tán mégse?
- Bogáncs - Fejér Tamás által rendezett fekete-fehér, 1958-ban forgatott magyar kalandfilm.
- Cimborák – Hegyen, völgyön - Homoki Nagy István természetfilmje két elveszett kutya kalandjairól
- Cimborák – Nádi szélben - a Hegyen, völgyön folytatása a Kis-Balatonon
- Turner & Hooch - fiatal nyomozó és kutyája
- Hercule és Sherlock
- Won Ton Ton, Hollywood megmentője - a némafilm korszakában játszódó vígjáték egy kutyáról, aki megmenti a filmipart
- Szuperhekus kutyabőrben - mogorva rendőr és szőrmók kutyája rasszista bűnbanda után nyomoz
- Kutyául vagyok, de gyógyíttatom magam - egy megszállott kutyagyűlölő halálos balesetekor kap még egy esélyt, kutyaként kell rendbehoznia, amit életében elrontott
- Beethoven 1-5.
- Cujo
- Balto nevü szibériai husky (1925 emlékművet emeltek New York Central Parkban) kitartása az 1000 mérföldes szánhúzó misszió Nenena és Nome között
- Bobby,a skye terrier Greyfiars ,Skócia 1873 -as halála után temették gazdája mellé.14 éven át gyászolta gazdáját.Hűségével két filmet,és számos könyvet ihletet.
- Gander,Canada (Gander Heritage Memorial Park) II. világháborúban katonák tömegeinek életét mentette meg a gránátkereső kutya. Az újfundlandi bronzból készült szobrát 2015-ben emelték, és posztumusz megkapta az Egyesült Királyság állathősöknek járó, Dickin Medal nevű kitüntetését.
- Kutya (Dog), Columbo basset hound kutyája a tévésorozatban
- Kutya (Dog), Mad Max kutyája a Mad Max 2 – az Országúti Harcos és a Mad Max Renegade filmekben
- Kántor, Csupati őrmester kutyája az azonos című tévésorozatban
- Kutyák és macskák 1–2.
- Kutyám, Jerry Lee 1–3. – egy nyomozó és kutyája életre szóló barátsága
- Zeus, Dooley barátnőjének németül értő dobermann kutyája a Kutyám, Jerry Lee filmekben
- Lassie; Eric Knight regénye nyomán. A regény alapján több film is készült.
- Old Yeller (1957)
- Rex, egy osztrák bűnügyi tévésorozat, a Rex felügyelő (Kommissar Rex) főhőse. Első alakítója a Reginald von Ravenhorst nevű német juhász, kiképzője Theresa Ann Miller
- Rex, a kölyökfelügyelő, osztrák–német mozifilm Rex kölyökkoráról és nyomozókutyává válásáról
- Max felügyelő - portugál tévésorozat, Rex megfelelője
- Kutyahűség (Greyfriars Bobby)
- Kutyahűség (Solyonyy pyos) – szovjet film, egy teherhajóról elveszett kutya története
- Kutyahűség (Sounder)
- Muhtár, hozzám – szovjet film, egy rendőrkutya története
- Rin Tin Tin, egykori kutyaszínész
- Rin Tin Tin (film), eredeti címe Finding Rin Tin Tin, témája Rin Tin Tin élete és kutyaszínésszé válása
- 101 kiskutya - Stephen Herek játékfilmje (1996), az azonos című rajzfilm alapján
- Fehér Isten – 2013-as magyar film, melyben szomorú sorsú kutyák bosszút állnak az embereken
- 102 kiskutya
- Belle és Sébastien – 1960-as évekből való tévésorozat, valamint 2013-as mozifilm egy Alpokban élő pireneusi hegyikutyáról és kis gazdájáról
- Nikki, észak vad kutyája – egy elveszett husky és egy árva medvebocs kalandozásai a 19. század végi Kanadában
- A Sátán kutyája – Sherlock Holmes egyik kalandja, melyben egy misztikus kutya után nyomoz
- Morzsa, teljes nevén Zsemle Morzsa - (John Candy), az Űrgolyhók című Mel Brooks filmben szereplő félig ember, félig kutya lény
- Kivert kutya – egy árva kisfiú és egy kivert kutya barátsága a 19. századi Flandriában
- Reszkessetek kutyaütők – a Reszkessetek, betörők! kutyás változata
- Kutyavilág – amerikai családi film
- Mancs - a híres mentőkutya élete által ihletett családi film
- A négy páncélos és a kutya – lengyel tévéfilmsorozat
- Balto – a híres szibériai husky szóló élőszereplős, de részben animációs film. Balto gyermekek százainak életét mentette meg, mikor az 1925-ös torokgyíkjárvány idején elhozta az oltóanyagot az alaszkai Nome-ba.
- Brúnó és Lucky, az Egy rém rendes család tévésorozatból
- Sam, Martin Riggs kutyája a Halálos fegyver filmekben
- Rottweiler, Martin Riggs második kutyája a Halálos fegyver filmekben
- Csodakutya New Yorkban (Cool Dog) – 2010-es amerikai filmvígjáték
- Myrsky, a juhászkutya – 2008-as finn film egy kislányról és kaukázusi kutyájáról
- Fekete fülű fehér Bim – szovjet filmdráma egy gazdáját kereső kutyáról
- Max, a katonakutya - amerikai film egy gazdáját veszített katonakutyáról az afganisztáni háború idején
- Segítség, kutya lettem – 2001-es német filmvígjáték, családi film
- Hacsi, a leghűségesebb barát – amerikai filmdráma
- Kutyamese (A Dog's Tale) – amerikai film
- Kutyahideg - amerikai film, egy antarktiszi expedíción ott rekedt szánhúzókutyák és a megmentésükre újabb expedíciót szervező gazda története.
- Antarctica - a Kutyahideg című film első, 1983-as japán verziója a megtörtént esetről, Vangelis zenéjével.
- Marmaduke – A kutyakomédia – 2010, amerikai film
- Tűzoltó kutya (Firehouse dog, 2007) – egy elkényeztetett kutya tűzoltókhoz szegődik
- Karácsonyi káosz (One Christmas Eve, 2014) - amerikai karácsonyi családi film
- Egy kutya négy élete (2017) - amerikai film
- John Wick – a főhős bosszút áll megölt kiskutyájáért
- Volt egyszer egy Venice (2017) – egy elrabolt kutya visszaszerzése
- Igéző, Lengyel József kisregénye alapján készült tévéfilm – egy vemhes kutya sorsa sorsa egy jó és egy rossz gazda kezében, egy szibériai kis faluban
- Robotkutya (Robo-dog, 2015) – családi vígjáték, a zseniális feltaláló meghalt kutyájuk „pótlására” egy robotkutyát épít, melyet a szintén általa feltalált, csak egyetlen példányban létező szuperelem hajt. A szuperelemet bűnözők és kémek próbálják megszerezni, ám a robotkutyával nehéz elbánniuk.

### Rajzfilmek
- 101 kiskutya (film, 1961)
- Sajó, Jamie és a csodalámpa
- Frakk, magyar vizsla
- Mardel, a Flúgos futamból
- Plútó kutya, Walt Disney rajzfilmhős
- Snoopy, beagle
- Vacak, a hetedik testvér (1996)
- Vacak 2. - Az erdő hőse (1997)
- Volt
- Foxi Maxi
- Blöki, a Mézga család kutyája
- Charlie, avagy minden kutya a mennybe jut
- Dogmatix, Obelix kutyája (Asterix)
- Marcipán, Pityke őrmester kutyája és Csusza, Kukucs kiskutyája
- Pupákok Egy kutyacsalád tagjai.
- Santa's Little Helper, A Simpson család
- Brian, Family Guy

### Bábfilm
Morzsa és Buksi, a Mi újság a Futrinka utcában? című tévésorozat szereplői

## Kutyákról szóló dalok
- Lobo - Me and You and a Dog named Boo
- Cat Stevens - I Love My Dog
- Olivia Newton-John - Slow Down Jackson
- Metro (együttes) - Bell, a részeges kutya (A Belle és Sebastian című tévésorozat alapján)
- Atlantisz együttes - Foxi Maxi matróz lett
- The Singing Dogs - Jingle Bells
- Caramba - Fido
- The Barking Dogs - A Dog's Christmas (karácsonyi album,  ismert karácsonyi dalok kutyaugatásokból és zenei kíséretből  összeállítva)
- Dolly Parton - Cracker Jack
- John Hyatt - My Dog and Me
- Neil Young - Old King
- Hank Williams - Move It on Over (egy kocsmából későn hazaérő férjet felesége nem engedi be a házba, így a kutyaólban alszik a kutyával)
- Blossom Toes - The Remarkable Saga of the Frozen Dog
- John Hiatt - My Dog and Me
- Beatles (Paul McCartney) - Martha my dear

## Festészet

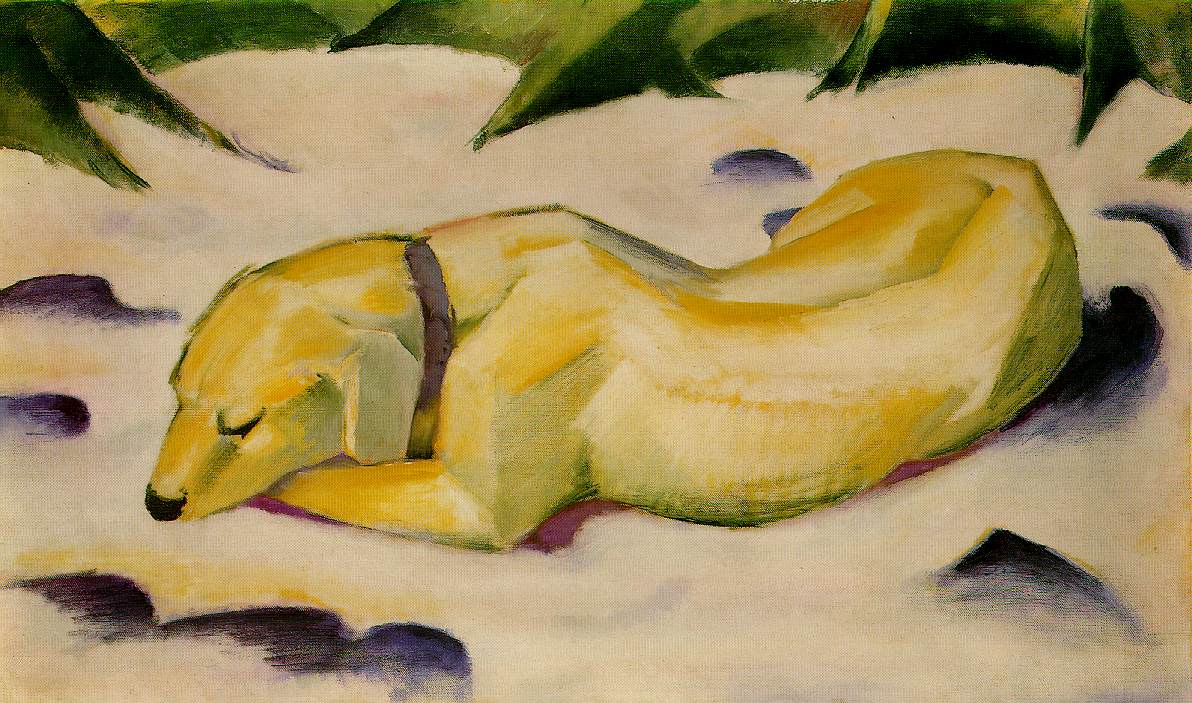
Franz Marc: Kutya a hóban

- Benno Adam: Tri Colored Toy Spaniel, 1864
- Giacomo Balla: A pórázon sétáltatott kutya dinamizmusa (Kutya pórázon), 1912
- Franz Marc: Kutya a hóban
- Franz Marc: Fehér kutya
- Frederick August Wenderoth: Little Terrier, 1875
- George Stubbs: A Water Spaniel

## Szobrászat

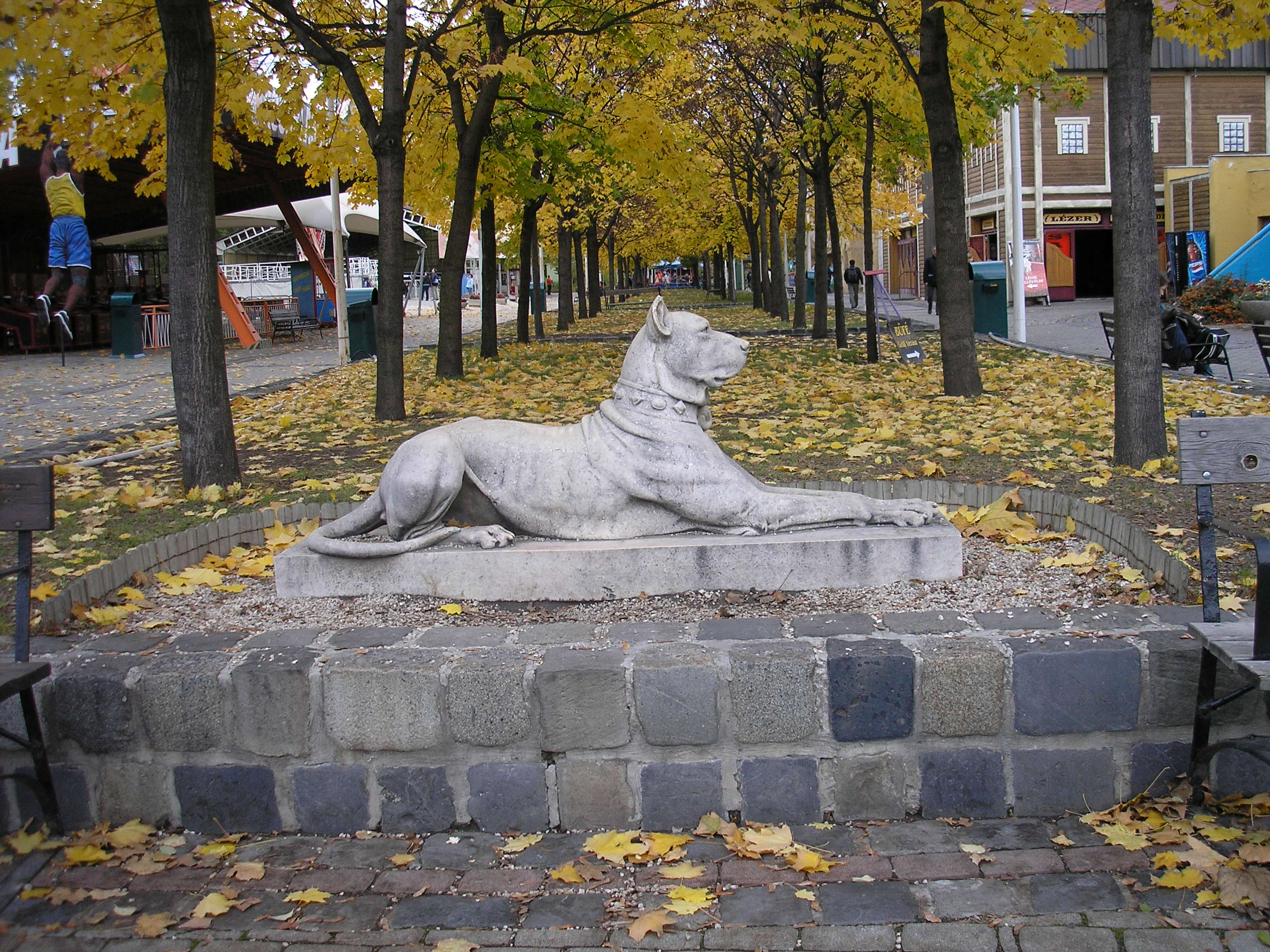
Kutyaszobor a Budapesti Vidám Parkban

- Szaigó Takamori (1828–1877), „az utolsó szamuráj” és kutyája szobra a tokiói Ueno park déli bejáratánál
- Mancs szobra Miskolcon
- A Vörös Kutya szobra az ausztráliai Dampierben
- Fekvő kutya – Istók János szobra a Budapesti Vidám Parkban.
- Kutyaszobor a budapesti Izabella és Hutyra Ferenc utca sarkán. Maugsch Gyula alkotása, 1938-ban készült, a Fool nevű kutyát ábrázolja
- Kutyával játszó lány szobor a budapesti Vigadó téren. Raffay Dávid 2007-es alkotása.
- Csirketolvaj, a budapesti József körút és Krúdy Gyula utca sarkán. Kiss György szobra. Egy csirketolvaj kisfiú és a nadrágját elkapó kutya.
- Mátyás király a kutyáival, vadászjelenet a Budai Várban. Strobl Alajos és Hauszmann Alajos 1907-es szoborcsoportja
- Kislány kutyával, Budapest, Margit-sziget, Gosztonyi Alice 1930-as szobra
- Vadász kutyával, Holló Barnabás szobra a budapesti Rege utca 21 alatt
- A kutyáját sétáltató Rippl-Rónai József és Ady Endre találkozása Kaposváron – Gera Katalin szobra Kaposváron (2010)[1]
- Columbo hadnagy kutyájával a Falk Miksa utca és a Szent István körút sarkán, Fekete Géza Dezső szobra Budapesten, 2014
- Csupati őrmester és Kántor szobra az Aszódi úti lakótelepen, Szórádi Zsigmond alkotása
- Tom Lantos és két kutyája, Yengibarian Mamikon szobra a budapesti Tom Lantos sétányon, 2018

### Képregény
- Kajla
- Milu, Tintin francia képregényhős kutyája.
- Pif
- Snoopy, Charlie Brown kutyája, a Peanuts képregények főhőse
- Ubul, a Garfield c. képregény egyik szereplője

### Regény
- Cujo, Stephen King
- Lassie, Eric Knight: Lassie hazatér c. regényének hőse, skót juhász. A könyvet filmre vitték, többször fel- és átdolgozták
- Ted Clever A repülő kutya c. regényében szereplő kutyák
- Peggy, Terence és Briggi, Jack London A beszélő kutya c. regényének szereplői
- Jeromos, Jack London Az éneklő kutya c. regényének főhőse
- Buck, Jack London A vadon szava c. regényének főhőse.
- Gömböc, Mihail Bulgakov Kutyaszív c. kisregényének szereplője
- Marley, John Grogan Marley meg én c. könyvének főhőse.
- Bogáncs, Fekete István
- Dráva, Mikszáth Kálmán: A két koldusdiák c. regényének szerencsehozó kuvasza
- Snipp, Svend Fleuron: Snipp, a nagy vadász, egy tacskó élete
- Basa, Szász Imre: Basa, egy kutyacsalád története
- Feketefülű fehér Bim - Gavriil Trojepolszkij regénye egy gazdáját kereső kutyáról
- Igéző, Lengyel József kisregénye - egy vemhes kutya sorsa sorsa egy jó és egy rossz gazda kezében, egy szibériai kis faluban
- Niki, Déry Tibor kisregénye -
- Dásenka – Karel Čapek Egy kis foxi élete című művének főszereplője.
- Csutora – Márai Sándor azonos című regényének szereplője, puli.
- Bausán  – Thomas Mann Úr és kutya című történetében szereplő kutya.
- Miraut – Louis Pergaud Miraut kutya nem eladó regényének címszereplője.

### Mese
- La Fontaine: A farkas és a kutya
- Aiszóposz: A farkas és a sovány kutya
- A hűséges kutya
- Mészöly Miklós: A kiskutya meg a szamár
- A kutya és a ló
- A szürke ló (magyar népmese)
- A vadász és a kutyája (indián népmese)
- Kutya-macska barátság (kínai népmese)
- Brémai muzsikusok, Grimm-mese
- Répamese, orosz népmese az óriásrépáról

### Vers
- Kibédi Ervin: Emlék
- Berbor István: Kutyavilág
- Osváth Erzsébet: Balambér

## Színdarab
- A kutya, akit Bozzi úrnak hívtak

## Újság
- Törcsvári Frédi postája - a Kutya képeslap egy rovata volt az 1960-as évek végén, melyben névleg egy írógép mellett ülő szálkás szőrű tacskó válaszolt a levelezők kérdéseire.

## Tudomány

### Biológia
- Bukfenc és Jeromos, Csányi Vilmos etológus két kutyája, több könyvének ihletői és főszereplői
- Pavlov feltételes reflex kísérletében részt vevő kutya

### Csillagászat, űrkutatás
- Kis Kutya csillagkép

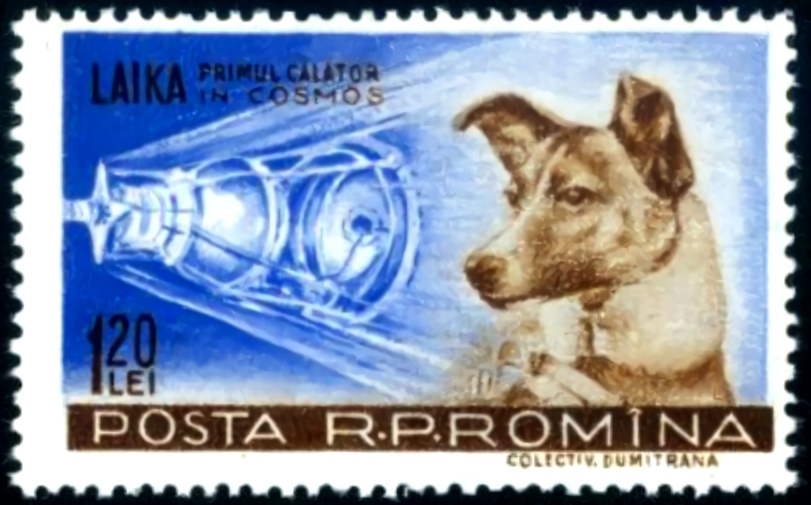
Lajka

- Nagy Kutya csillagkép – A görög mitológia szerint Lailapsz, Kephalosz kutyája, akit Zeusz emelt az égre.
- Vadászebek csillagkép
- Lajka, az első élőlény a világűrben
- Belka és Sztrelka
- Pcsolka és Muska
- Vetyerok és Ugoljok